# Dol-de-Bretagne

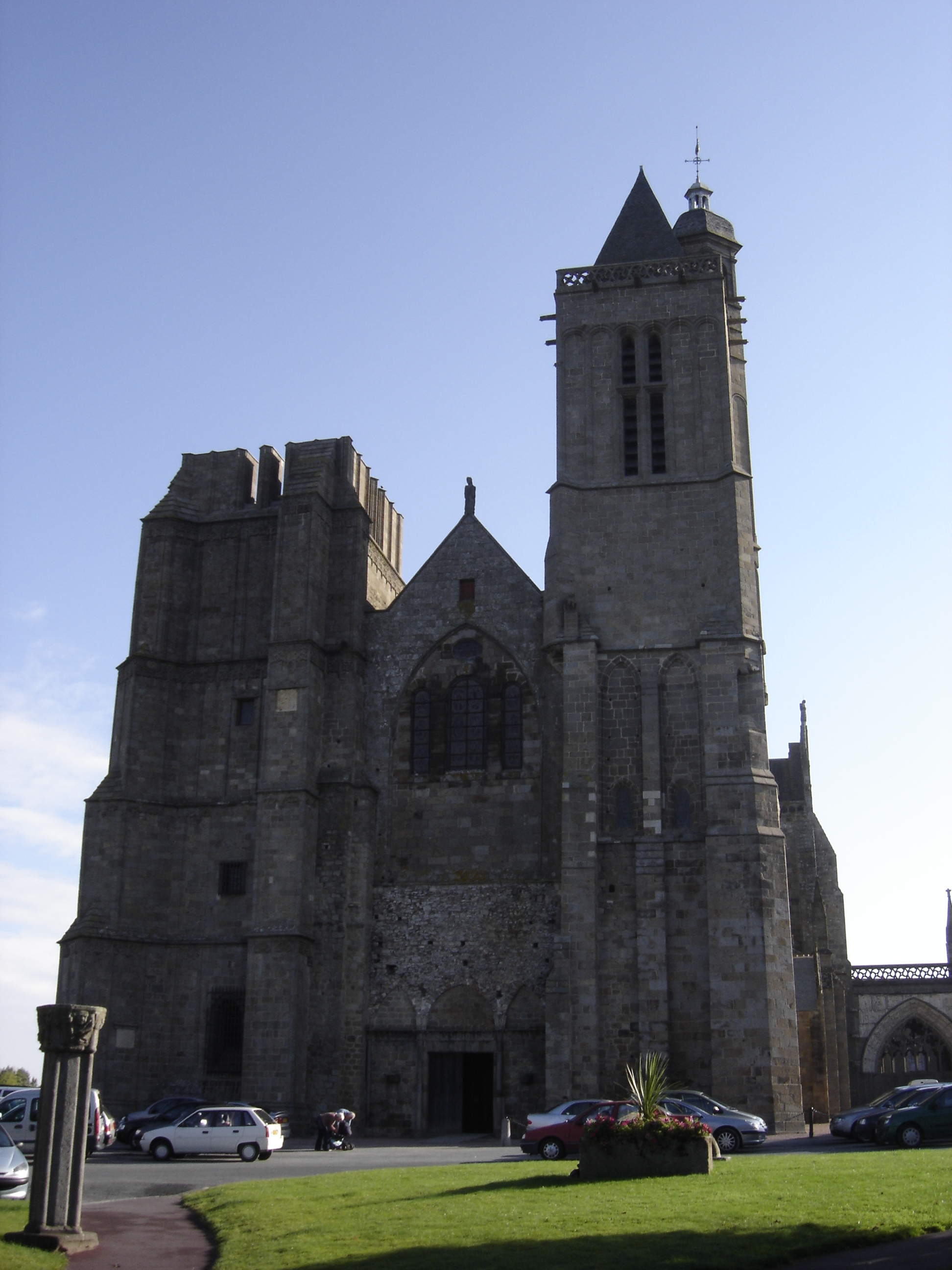
Katedra w Dol-de-Bretagne

Dol-de-Bretagne (bret. Dol) – miejscowość i gmina we Francji, w regionie Bretania, w departamencie Ille-et-Vilaine.
Według danych na rok 1990 gminę zamieszkiwało 4629 osób, a gęstość zaludnienia wynosiła 298 osób/km² (wśród 1269 gmin Bretanii Dol-de-Bretagne plasuje się na 96. miejscu pod względem liczby ludności, natomiast pod względem powierzchni na miejscu 646.).